# Краљевина Грузија
Краљевство Грузија (груз. საქართველოს სამეფო [Sak’art’velos Samep’o]) је била средњовековна монархија на просторима Кавказа. Постојала је у периоду од 1008. до 1490. године.

## Настанак
До успона династије Багратиони долази у 8. веку када су њени чланови дошли на престо Тао-Кларјетија. Рестаурација Грузијског краљевства започиње 888. године када је Адарнас IV Иберски узео титулу "краља" Грузина. Уједињено Краљевство Грузија основано је 1008. године када је Баграт III постао владар Краљевине Абхазије (западног дела Грузије) укључујући и Имеретију, Самагрело, Абхазију, Гурију и Сванети.

## Успон
Током 11. века Краљевина Грузија је задржала независност упркос моћним Селџуцима и Византинцима. Успон је доживела у време Давида IV Градитеља који је владао од 1089. до 1125. године. Давид је одбио све селџучке нападе и довршио уједињење Грузије поново освајајући Тбилиси (1122. године). Опадањем византијске моћи и падом Селџучког царства, Грузини су постали један од најзначајнијих хришћанских народа истока. Царство је наставило да напредује и током владавине Деметрија I (1125—1156), Георгија III (1156—1184), а посебно током владавине његове кћери Тамаре (1184—1213).

## Владавина Монгола и пад
Монголска инвазија из 1236. године прекинула је "златно доба" Грузије. Борба са Монголима створила је дијархију. Бочна грана династије Багратиони овладала је Имеретијом на западу Грузије. Многе моћне грузијске и јерменске породице постале су независне од грузијског краља пружајући подршку Монголима. Грузини су учествовали у свим ратовима Илканата. Године 1327. илканатски владар Абу Саид погубио је Чупана, штићеника Георгије V Грузијског. Махмуд, Чупанов син и командант монголског гарнизона у Грузији, ухапшен је и погубљен. Резултат је побуна Грузина против монголске власти. Грузини су успели да поврате независност и да се поново уједине.
Између 1386. и 1403. године долази до упада монголског освајача Тамерлана у Грузију. Био је то велики ударац за Краљевство које је нагло почело да слаби. Јединство државе коначно је докрајчено 1490/1. године када се Грузијско краљевство распало на три независна краљевства: Картли (централни и источни део Грузије), Кахетију (источна Грузија) и Имерети (западна Грузија). Сваку су предводили владари који су потицали од династије Багратиони.